# Friedrich Schucht
Friedrich Wilhelm Schucht (* 26. November 1870 in Oker; † 31. März 1941 in Berlin) war ein deutscher Hochschullehrer für Bodenkunde.

## Leben
Schucht studierte von 1891 bis 1895 Chemie, Geologie und Mineralogie an der TH Braunschweig sowie den Universitäten Göttingen und Jena. Während seines Studiums wurde er 1893 Mitglied der Braunschweiger Burschenschaft Alemannia. In den Jahren 1900 bis 1922 war er an der Preußischen Geologischen Landesanstalt in Berlin tätig. Von 1914 bis 1918 nahm er am Ersten Weltkrieg teil, zuletzt als Major d.R. Seit 1922 war Schucht ordentlicher Professor für Bodenkunde an der Landwirtschaftlichen Hochschule Berlin und Direktor des dortigen Instituts für Geologie, Mineralogie und Bodenkunde. 1926 wurde er zum Vorsitzenden der neu gegründeten Deutschen Bodenkundlichen Gesellschaft gewählt. Schucht wurde für die Amtszeit April 1926 bis März 1927 zum Rektor der Landwirtschaftlichen Hochschule Berlin gewählt und war 1927/28 Prorektor. Nach dem Rücktritt des Rektors Wilhelm Freckmann im Dezember 1933 wurde Schucht vom preußischen Kultusminister Bernhard Rust unter Missachtung der Rektoratswahlen, wo Schucht an vierter Stelle rangierte, zum Rektor der Hochschule ernannt.
Michael Grüttner zufolge trat Schucht 1933 der NSDAP bei. Laut Studentenschaft der Landwirtschaftlichen Hochschule vom Dezember 1933 war Schucht jedoch schon „vor dem Januar dieses Jahres der einzige Parteigenosse unter den Ordinarien und zwar seit längerer Zeit“. Nach erfolgter Gleichschaltung übernahm er von Juni bis November 1933 die Leitung des Hochschulverbandes. Im Oktober 1933 verkündete er in den Mitteilungen des Verbandes der deutschen Hochschulen, dass „die Vertreter der Geisteswissenschaften ihre Lehre fortan nur aus nationalsozialistischer Weltauffassung heraus werden schöpfen können“. Aufgrund der Eingliederung der Landwirtschaftlichen Hochschule in die Universität war Schucht seit 1934 o. Professor für Bodenkunde an der Friedrich-Wilhelms-Universität Berlin, Direktor des Universitätsinstituts für Geologie, Mineralogie und Bodenkunde sowie Dekan der Landwirtschaftlich-Tierärztlichen Fakultät. 1935 wurde er zum Präsidenten der Internationalen Bodenkundlichen Gesellschaft gewählt. 1937 wurde Schucht emeritiert.